# Gouvernement régional des Açores

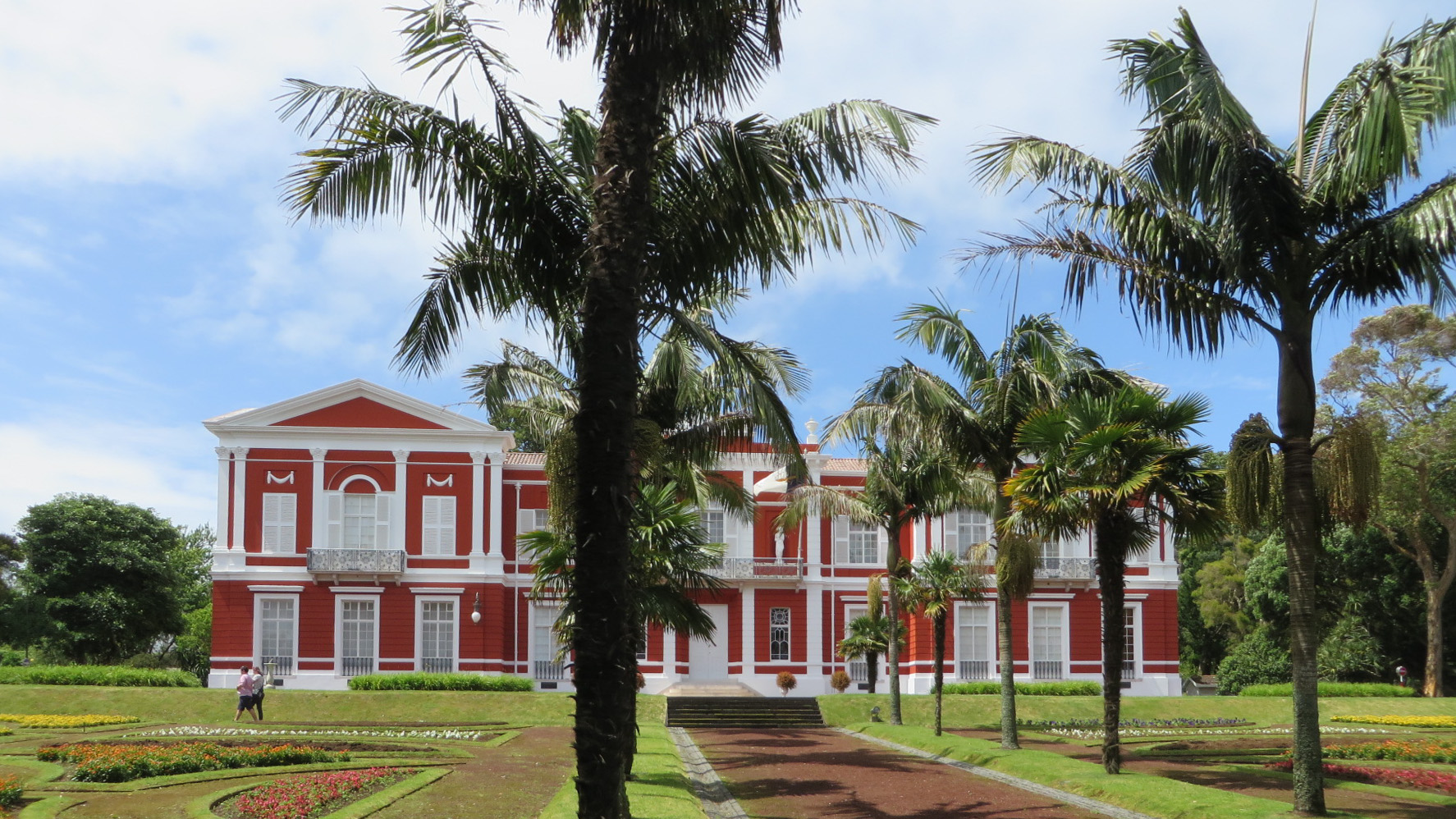
La résidence du Président du Gouuvernement régional.

Le gouvernement de la région autonome des Açores (Governo da Região Autónoma dos Açores) est l'organe du pouvoir exécutif de cette région autonome qui fait partie du Portugal.

## Histoire

### Création
Le gouvernement autonome est fondé en 1976 par la Constitution portugaise de cette année.
Le 8 septembre 1976, le gouvernement Mota Amaral, avec João Mota Amaral comme président, est le premier gouvernement açoréen autonome.

## Fonctions
Les fonctions du gouvernement sont indiquées dans la Constitution portugaise dans le titre VII, « Régions autonomes ».
Le président du gouvernement est nommé par le représentant de la République pour les Açores et investi par l'Assemblée régionale. Les autres membres du gouvernement sont nommés par le représentant, sur proposition du président régional.
Le gouvernement est responsable devant l'Assemblée régionale,.

## Chronologie
- 1976 - 1980 : Gouvernement Mota Amaral I (PPD/PSD)
- 1980 - 1984 : Gouvernement Mota Amaral II (PPD/PSD)
- 1984 - 1988 : Gouvernement Mota Amaral III (PPD/PSD)
- 1988 - 1992 : Gouvernement Mota Amaral IV (PPD/PSD)
- 1992 - 1995 : Gouvernement Mota Amaral V (PPD/PSD)
- 1995 - 1996 : Gouvernement Madruga da Costa (PPD/PSD)
- 1996 - 2000 : Gouvernement César I (PS)
- 2000 - 2004 : Gouvernement César II (PS)
- 2004 - 2008 : Gouvernement César III (PS)
- 2008 - 2012 : Gouvernement César IV (PS)
- 2012 - 2016 : Gouvernement Cordeiro I (PS)
- 2016 - 2020 : Gouvernement Cordeiro II (PS)
- 2020 - 2023 : Gouvernement Boliero I (PSD)
- Depuis 2023 : Gouvernement Boliero II (PSD)